# Apantesis
Apantesis is een geslacht van vlinders van de familie spinneruilen (Erebidae), uit de onderfamilie Arctiinae.

## Soorten
- A. bicolor Hampson, 1904
- A. carlotta Ferguson, 1985
- A. nais Drury, 1773
- A. phalerata Harris, 1841
- A. vittata Fabricius, 1787